# Partners (Walt Disney et Mickey)
Pour les articles homonymes, voir Partners.
Partners (Partenaires) est une statue représentant Walt Disney debout saluant les visiteurs et tenant Mickey Mouse par la main. Elle a été créée par l'imagineer Blaine Gibson et existe dans plusieurs parcs Disney. Gibson a réalisé la plupart des sculptures de visages des attractions des parcs Disney jusqu'à sa retraite en 1983. Il en est ressorti brièvement pour réaliser cette sculpture puis celle avec Roy Oliver.

## Les statues
L'artiste Blaine Gibson avait réalisé au début des années 1960, un moulage du visage de Walt Disney pour l'attraction Pirates of the Caribbean, il s'en est donc resservi. La plupart des collaborateurs de Disney avait de même participé à des séances de moulages pour donner plus de vie aux pirates. L'un des personnages de l'attraction possède réellement le visage de Walt mais déguisé.
La statue comprend une dédicace, une plaque en bronze comporte la citation suivante :

« I think most of all, what I want Disneyland to be is a Happy Place, where parents and children can have fun, together.»
« Je pense qu'avant tout, je voulais que Disneyland soit un lieu joyeux, où parents et enfants peuvent s'amuser, ensemble. »

— Walt Disney
La statue a été reproduite dans plusieurs endroits :
- La première est celle de la place centrale de Disneyland en Californie et installée en novembre 1993.
- La version sur la place centrale du Magic Kingdom de Walt Disney World Resort a été installée en 1996 pour les 25 ans du parc.
- La version sur la place centrale de Tokyo Disneyland a été installée en 1998 pour le 15e anniversaire du parc.
- Une version existe au parc Walt Disney Studios en France depuis 2002, installée aussi pour fêter les 10 ans du parc Disneyland.
- Une version a été installée sur la Disney Legends Plaza dans les studios de Burbank.

## Les déclinaisons

### Sharing the Magic
Sharing the Magic est une statue créée par Blaine Gibson présentant Roy O. Disney, assis sur un banc public au côté de Minnie Mouse. Elle rend hommage à Roy Oliver comme celle intitulée « Partners » dont elle est une variante.
La statue a été reproduite dans plusieurs endroits :
- à Town Square au Magic Kingdom de Walt Disney World Resort et a été mise en place en décembre 1999 ;
- sur la Disney Legends Plaza dans les studios de Burbank ;
- à World Bazaar à Tokyo Disneyland[1].

### Storytellers
Storytellers est une statue créée par Rick Terry, apprenti de Blaine Gibson, présentant Walt Disney debout avec sa veste sur l'épaule et Mickey Mouse à son côté juché sur une valise comme s'ils descendaient du train que Walt avait pris en 1923 pour arriver à Los Angeles. Elle se situe devant la réplique du Carthay Circle Theater dans le parc Disney California Adventure et a été inaugurée le 15 juin 2012.